# Laia Ferrer
Laia Ferrer (Barcelona, 27 de març de 1982) és una reportera i presentadora de televisió catalana.
Llicenciada en Comunicació Audiovisual, va treballar com a productora de diverses emissores de ràdio. Comença a treballar a TV3 el 2007 com a reportera del programa de televisió TVist. Es va incorporar com a reportera de pista en les retransmissions de Fórmula 1 per TV3 després de l'estiu de 2008, acabant aquesta temporada i realitzant la tasca de preparar vídeos per prèvies i entrevistar els pilots durant cada Gran Premi, durant la carrera està a peu de pista proporcionant informació sobre el que veu en la zona dels paddocks, climatologia i va a la caça de qualsevol pilot que abandoni o acabi la carrera, també visita els boxs per parlar amb els tècnics per veure si aconsegueixen una explicació d'alguna cosa que està passant en pista i és d'interès. L'equip complet en les retransmissions són Josep Lluís Merlos, Francesc Latorre, Francesc Rosés i Joan Villadelprat.